# Beauty in the World
Beauty in the World è una canzone della cantante soul statunitense Macy Gray, primo singolo estratto dal suo quinto album The Sellout.
Il singolo è stato pubblicato digitalmente a partire dal 30 marzo 2010, successivamente è diventato noto per essere stato utilizzato nelle ultime scene della quarta e ultima stagione della serie televisiva Ugly Betty.

## Tracce
1. Beauty in the World – 3:52

## Video
Per il brano sono stati realizzati due videoclip. Il primo è stato diretto da Adria Petty e distribuito dal 9 aprile 2010, in cui la cantante esegue il brano attorniata da cheerleader e bambini che ballano e saltano la corda.
In occasione del Campionato del mondo di calcio 2010 il singolo è stato ribattezzato Beauty in the World Cup 2010 ed è stato realizzato un video per la regia di Giuliano Bekor. Ambientato al Los Angeles Memorial Coliseum, il video vede la partecipazione di numerose modelle che in tacchi a spillo e abiti succinti giocano a calcio.

## Classifiche
| Classifica (2010)                  | Posizione |
| ---------------------------------- | --------- |
| U.S. Billboard Hot Dance Club Play | 2         |
| U.S. Billboard Adult Top 40        | 40        |
| U.S. Billboard Adult Contemporary  | 24        |